# Sektionsfører
En sektionsfører er en betegnelse der primært findes anvendt i Forsvaret. Han har kommando over en sektion på typisk 20 menige og har oftest rang af sergent eller oversergent. Det er ikke ualmindeligt, at sektionen er en halv deling, og at sektionsføreren er næstkommanderende deling, når denne ikke er opdelt i sektioner; sektionsføreren for den anden sektion kan så være delingsføreren eller en af delingens andre befalingsmænd.
| Militær | Spire Denne artikel om militær er en spire som bør udbygges. Du er velkommen til at hjælpe Wikipedia ved at udvide den. |